# Keihan Uji-lijn
De Keihan Uji-lijn  (京阪宇治線; Keihan Uji-sen) is een spoorlijn tussen de Japanse steden Kioto en Uji. De lijn maakt deel uit van het netwerk van Keihan in de regio Osaka-Kobe-Kioto en is een zijtak van de Keihan-lijn. De lijn loopt van het station Chūshojima tot aan het station Uji en is vernoemd naar de stad Uji, waar de eindhalte van deze lijn zich bevindt. De lijn loopt voor een groot gedeelte evenwijdig aan de Nara-lijn van JR West.

## Geschiedenis
De Uji-lijn is een oude spoorlijn in het netwerk van Keihan, al heeft men deze niet zelf aangelegd: in 1910 werd er begonnen met de acquisitie van deze lijn, daar deze in handen was van de Ujigawa Elektrische Spoorwegmaatschappij (宇治川電気軌道, Ujigawa Denki Tetsudō) die de lijn in 1907 opende. Nadat de spoorlijn werd toegevoegd aan het netwerk van Keihan heeft men het traject door de jaren heen uitgebreid met enkele stations.   

## Treinen
In tegenstelling tot de meeste lijnen van Keihan rijden er enkel stoptreinen op de Uji-lijn:
- Futsu (普通, stoptrein) stopt op elk station.

## Stations
| Station              | Japans   | Verbindingen                                   | Wijk       | Stad  |
| -------------------- | -------- | ---------------------------------------------- | ---------- | ----- |
| Chūshojima           | 中書島   | Keihan: Keihan-lijn                            | Fushimi-ku | Kioto |
| Kangetsukyō          | 観月橋   |                                                | Fushimi-ku | Kioto |
| Momoyama-Minamiguchi | 桃山南口 |                                                | Fushimi-ku | Kioto |
| Rokujizō             | 六地蔵   | Metro van Kioto: Tōzai-lijn JR West: Nara-lijn | Fushimi-ku | Kioto |
| Kowata               | 木幡     |                                                | Uji        | Uji   |
| Ōbaku                | 黄檗     | JR West: Nara-lijn                             | Uji        | Uji   |
| Mimurodo             | 三室戸   |                                                | Uji        | Uji   |
| Uji                  | 宇治     |                                                | Uji        | Uji   |

## Spoorwegmaterieel
Sinds april 2012 rijden er treinen van de 13000-serie op het traject. 